# علم مناخ تساقط الأمطار في الأرض

علم مناخ تساقط الأمطار في الأرض أو المغياثية هو دراسة تساقط الأمطار، وهو حقل فرعي من علم الأرصاد الجوية. رسميًا، تشمل الدراسة الأوسع تساقط بلورات الثلج، على سبيل المثال البرد والقطقط والثلج (أجزاء من دورة الماء المعروفة بالهطول). الهدف من علم مناخ تساقط الأمطار هو قياس وفهم والتنبؤ بتوزيع الأمطار عبر مناطق مختلفة من كوكب الأرض، وعامل الضغط الجوي والرطوبة والتضاريس ونوع السحاب وحجم قطرة المطر، عن طريق القياس المباشر أو الحصول على البيانات عن طريق الاستشعار عن بعد. تتنبأ التقنيات الحالية بتساقط الأمطار بدقة خلال ثلاثة أو أربعة أيام مسبقًا باستخدام التنبؤ الرقمي للطقس. تجمع الأقمار الصناعية ذات المدار الجغرافي الثابت بيانات الطول الموجي المرئي وغير المرئي (عن طريق الأشعة تحت الحمراء) لقياس تساقط الأمطار الحقيقي في موقع محدد عن طريق تقدير بياض السحب والمحتوى المائي والاحتمالية المرتبطة بالأمطار. يتبع التوزيع الجغرافي للمطر بشكل كبير لعوامل كنوع المناخ والتضاريس ورطوبة البيئة. في المناطق الجبلية، يحدث الهطول الكثيف حيث يكون التدفق المائل لأعلى أكبر ما يمكن مع اتجاه الرياح المواجه للتضاريس على الارتفاع. في الجانب الآخر من الجبل حيث اتجاه النزول، يمكن أن نجد المناخات الصحراوية نتيجة للهواء الجاف الناتج عن الحرارة التضاغطية. تجلب حركة حوض الأمطار الموسمي أو نطاق التقارب بين المدارين المواسم الممطرة إلى أقاليم السافانا السبعة. يؤدي تأثير الجزر الحرارية الحضرية إلى زيادة تساقط الأمطار من ناحية الكمية والشدة واتجاه الرياح في المدن. قد يتسبب الاحتباس الحراري أيضًا في تغيرات في نمط الهطول عالميًا، ليشمل ظروفًا أكثر رطوبة في خطوط العرض المرتفعة وفي بعض المناطق المدارية الرطبة، وظروفًا أكثر جفافًا في المناطق شبه الاستوائية وخطوط العرض المتوسطة. يُعتبر الهطول مكونًا أساسيًا في دورة المياه وهو مسؤول عن مصدر غالبية المياه العذبة على سطح الأرض. يتساقط قرابة 505000 كيلومتر مكعب (121000 ميل مكعب) من الماء في صورة هطول كل عام؛ منها 398000 كيلومتر مكعب (95000 ميل مكعب) على المحيطات. بمعرفة مساحة سطح الأرض، يعني ذلك أن متوسط الهطول عالميًا يبلغ 990 ميللي متر (39 بوصة). تُستخدم أنظمة التصنيف المناخي مثل تصنيف كوبن للمناخ المتوسط السنوي لتساقط الأمطار للمساعدة في التمييز بين الأنظمة المناخية المختلفة.
تُعتبر غالبية أنحاء أستراليا مناطق صحراوية أو شبه قاحلة، ما يجعلها القارة الأكثر جفافًا في العالم. يُنظم تساقط الأمطار في أستراليا بشكل أساسي عن طريق حركة حوض الأمطار الموسمي الخارجي خلال موسم الصيف الممطر، مع تساقط كميات أقل خلال الشتاء والربيع في الأجزاء التي تقع في أقصى الجنوب. تُعتبر شمال أفريقيا بالكاد شبه قاحلة أو قاحلة أو قاحلة جدًا، فهي تضم الصحراء الكبرى التي تعتبر الصحراء الحارة الأكبر في العالم، بينما يتعرض وسط أفريقيا (يُعرف أيضًا بأفريقيا جنوب الصحراء) لموسم سنوي ممطر تنظمه حركة نطاق التقارب بين المدارين أو حوض الأمطار الموسمي، على الرغم من أن الساحل الذي يقع جنوب الصحراء الكبرى يتعرض لموسم شديد وشبه دائم من الجفاف ويستقبل فقط أمطارًا قليلة في الصيف. عبر آسيا، يمتد معدل ضئيل لتساقط أمطار، يتكون بشكل أساسي من الصحارى، من صحراء غوبي في منغوليا غرب الجنوب الغربي مرورًا بباكستان وإيران وصولًا إلى الصحراء العربية في المملكة العربية السعودية. في آسيا، يزداد تساقط الأمطار على الجزء الجنوبي بداية من شرق وشمال شرق الهند مرورًا بالفلبين وجنوب الصين وصولًا إلى اليابان، ويرجع ذلك إلى جلب الرياح الموسمية للرطوبة بشكل أساسي من المحيط الهندي إلى المنطقة. بالمثل، ولكن بشدة أقل، توجد دورات الرياح الموسمية في أمريكا الشمالية وأستراليا. في أوروبا، تعتبر جبال الألب المنطقةَ الأكثر في تساقط الأمطار، بالإضافة إلى المناطق التي تقع على خط سير الرياح المارة على المسطحات المائية، وبالأخص السواحل الغربية للمحيط الأطلنطي. في أمريكا الشمالية، تعتبر المناطق الأكثر جفافًا في الولايات المتحدة الصحراءَ الجنوبية الغربية والحوض العظيم وأودية شمال شرق أريزونا ويوتا الشرقية ووايومنغ الوسطى وحوض كولومبيا. تقع المناطق الجافة الأخرى في القارة بعيدًا في شمال كندا وصحراء سونورا وصحراء شمال غرب المكسيك. أما المناطق الأكثر تعرضًا للأمطار في أمريكا الشمالية فهي شمال غرب المحيط الهادي في الولايات المتحدة، وجبال روكي في كولومبيا البريطانية، وسلاسل الجبال الساحلية في ألاسكا. يُعتبر نطاق التقارب بين المدارين ITCZ أو الحوض الموسمي المنطقةَ الأكثر تعرضًا للأمطار في قارات العالم. يتحرك حزام المطر الاستوائي سنويًا نحو الشمال بحلول شهر أغسطس، ثم يتحرك عائدًا نحو الجنوب باتجاه نصف الكرة الجنوبي بحلول فبراير ومارس.

## دور تصنيف كوبن للمناخ
يعتمد تصنيف كوبن على المتوسط الشهري لقيم درجة الحرارة وهطول الأمطار. تُقسم الصيغة الأكثر استخدامًا من تصنيف كوبن إلى خمسة أنواع تأخذ الحروف من أ إلى هـ. بالتحديد الأنواع الأساسية هي أ الاستوائي، ب الجاف، ج المعتدل في دوائر العرض المتوسطة، د البارد في دوائر العرض المتوسطة، هـ القطبي. يمكن تقسيم التصنيفات الخمس الرئيسية إلى تصنيفات ثانوية مثل: الغابات المطيرة والموسمي والسافانا الاستوائية وشبه الاستوائي الرطب والقاري الرطب والمناخ المحيطي ومناخ البحر المتوسط والسهب والمناخ شبه القطبي والتندرا والغطاء الجليدي القطبي والصحراوي.
تتميز الغابات المطيرة بمعدلات تساقط الأمطار المرتفعة، إذ يبلغ أقل متوسط سنوي لتساقط الأمطار بين 1750 ميللي متر (69 بوصة) و 2000 ميللي متر (79 بوصة). تُعتبر السافانا الاستوائية موطنًا بيئيًا للأعشاب الأرضية وهي تقع بين المناطق المناخية شبه القاحلة وشبه الرطبة في نطاق دوائر العرض الاستوائية وشبه الاستوائية، مع معدلات أمطار تتراوح بين 750 ميللي متر (30 بوصة) و 1270 ميللي متر (50 بوصة) سنويًا. تنتشر السافانا في أفريقيا، كما توجد أيضًا في الهند والأجزاء الشمالية من أمريكا الشمالية وماليزيا وأستراليا. ترتبط الأمطار الشتوية (وأحيانًا الثلوج المتساقطة) في المنطقة المناخية شبه الاستوائية الرطبة بالعواصف العاتية حيث تتوجه الغربيات من الغرب إلى الشرق. تحدث غالبية الأمطار الصيفية أثناء العواصف الرعدية ونتيجة للأعاصير الاستوائية العرضية. تقع المناخات شبه الاستوائية الرطبة في قارات الجانب الشرقي، تقريبًا بين خطوط عرض 20 و 40 من خط الاستواء.
يوجد المناخ المحيطي (أو البحري) عادةً على طول السواحل الغربية في كل قارات العالم، ليحد المحيطات الباردة، بالإضافة إلى جنوب شرق أستراليا مصحوبًا بكميات وفيرة من الهطول طوال العام. يشبه نظام مناخ البحر المتوسط مناخ اليابسة في حوض البحر المتوسط، وأجزاء من غرب أمريكا الشمالية، وأجزاء من غرب وجنوب أستراليا، والجزء الجنوبي الغربي من جنوب أفريقيا، وأجزاء من وسط شيلي. يتميز المناخ بالصيف الحار والجاف، والشتاء المعتدل والممطر. السهب هو أرض عشبية جافة. تعتبر المناخات شبه القطبية باردة مع تربة صقيعية دائمة ومعدلات هطول منخفضة.
تحظى المناطق الاستوائية بأكبر عدد من أحداث العواصف التي يتبعها مناخ معتدل. في دراسة حديثة، دمج الباحثون من 63 دولة 30 دقيقة من بيانات تساقط الأمطار بغرض تقدير تآكلية الأمطار العالمية (مؤشر يدمج كمية وتكرار وشدة سقوط الأمطار). تندر الأحداث التآكلية في مناطق المناخ البارد والمناخ القاحل.

## أفريقيا

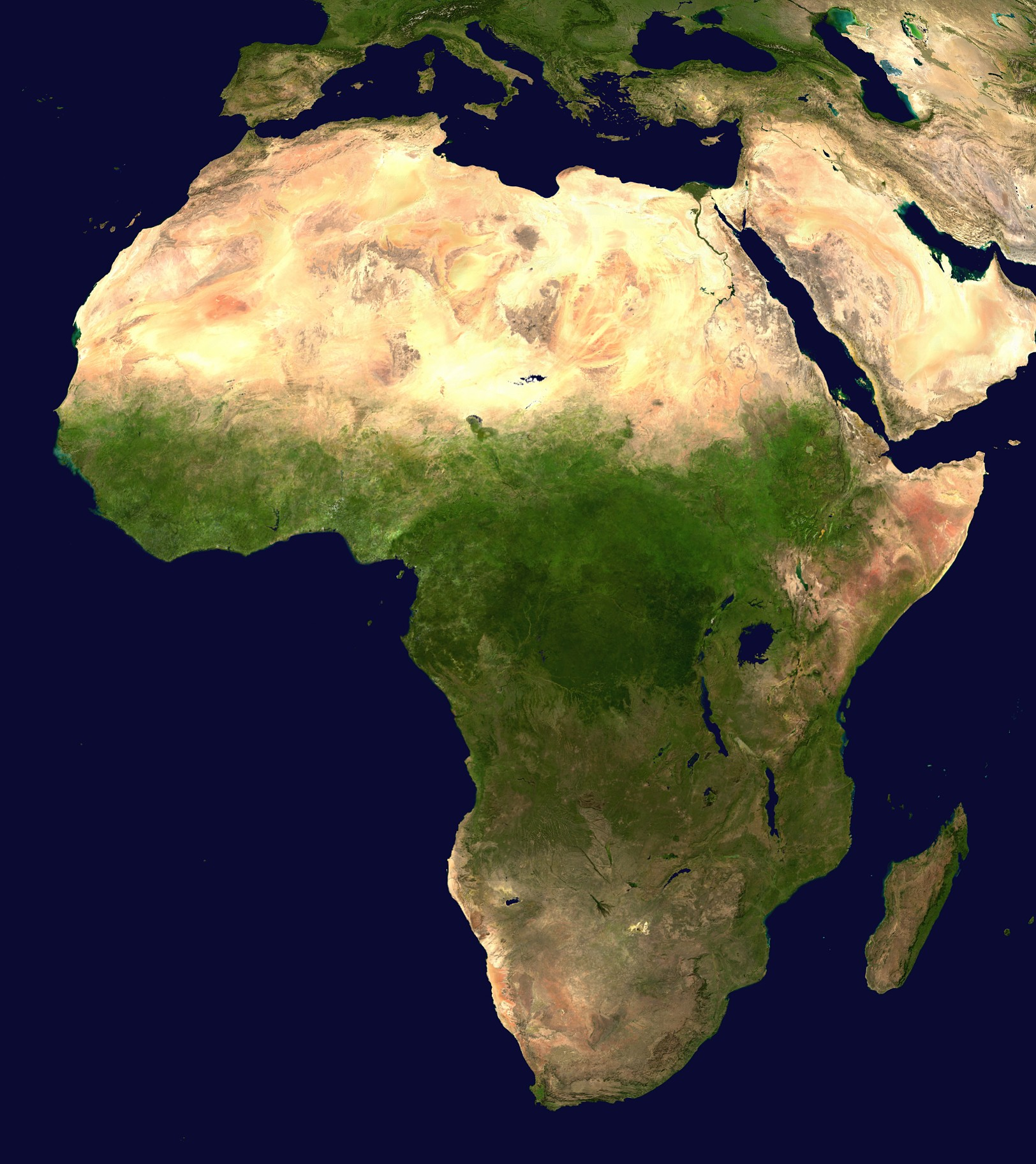
خريطة جغرافية لأفريقيا توضح الانقطاع البيئي الذي يحدد منطقة الصحراء

يُعتبر النصف الشمالي من القارة صحراء بشكل أساسي، ليضم الصحراء الكبرى الشاسعة، بينما تحتوي الأجزاء الجنوبية من القارة على السهول والسافانا، يحتوي القسم الأوسط على مناطق الغابات شديدة الكثافة (الغابات المطيرة). تُعتبر المنطقة الاستوائية بالقرب من نطاق التقارب بين المدارين المنطقةَ الأكثر إمطارًا في القارة. يتحرك حزام الأمطار عبر القارة شمالًا نحو أفريقيا جنوب الصحراء بحلول شهر أغسطس، ثم يعود جنوبًا إلى جنوب أفريقيا الوسطى بحلول شهر مارس. تُعتبر أنظمة الحمل الحراري الوسطية التي تتكون في تتابع مع الأمواج الاستوائية التي تتحرك على طول نطاق التقارب بين المدارين خلال أشهر الصيف بمثابة النواة للأعاصير الاستوائية التي تتكون في المحيط الأطلنطي الشمالي والمحيط الهادي الشمالي الشرقي. تتمتع مناطق مناخ السافانا في أفريقيا جنوب الصحراء مثل غانا وبوركينا فاسو ودارفور وإريتريا وأثيوبيا وبوتسوانا بموسم ممطر ملحوظ.
تجلب الرياح التجارية في مدغشقر الرطوبة في المنحدرات الشرقية للجزيرة، والتي تُترجم إلى أمطار، بالإضافة إلى الرياح المنحدرة للأسفل الأكثر جفافًا إلى المناطق في الجنوب والغرب تاركةً المناطق الغربية من الجزيرة في صحراء الظل المطري. يؤدي ذلك إلى أمطار أكثر بشكل ملحوظ على الأجزاء الشمالية الشرقية من مدغشقر مقارنةً بالأجزاء الجنوبية الغربية. تستقبل أفريقيا الجنوبية معظم الأمطار التي تسقط عليها من عواصف الحمل الحراري الصيفية والأعاصير فوق المدارية التي تتحرك خلال الغربيات. تؤدي الأعاصير المدارية إلى سقوط الأمطار الغزيرة على المنطقة مرة كل عقد.